# 吉林二台子机场
吉林二台子机场，简称吉林机场，是中国吉林省吉林市的一座机场。吉林机场曾经是军民合用机场，2005年9月20日起停止民航业务。

## 概况
吉林二台子机场位于吉林市西北郊区孤店子镇，距吉林市区28公里，原为空军机场，建于1952年。1988年经国务院、中央军委批准建设民用支线机场。1991年4月1日民用机场开航，飞行区等级为4C，跑道长2575米，宽45米。2005年9月20日，二台子机场停止对民用航空器开放。吉林机场的民航运营时间共14年5个月零19天，共保证航班80089架次，运送（吞吐）旅客612759人次，货邮进出港6172吨。

## 改扩建
吉林二台子机场复航改扩建及配套建设市区客运、货运服务设施等公共服务项目，已列入了国家和吉林省“十二五”专项规划。吉林省人民政府与国家民航局、沈阳军区空军分别签订了相关协议，首都机场集团公司也已下发了批复文件并组织召开了专题落实会议，项目随之正式启动。
2017年9月7日，吉林市人民政府发布《吉林二台子机场改扩建工程项目环境影响评价第二次公示》。
公示信息显示，机场改扩建工程位于吉林市区西北方向，距离吉林市火车站22.5千米处。包括民航区改扩建和通航区改扩建工程，其中：
- 民航区本期主要建设内容包括：新建平行滑行道2600米×25米，站坪306米×245米，新建民航联络滑行道191米×25米，并建设道面标志、导航工程、空管工程、道路工程及其它辅助工程、附属工程及公用工程等；新建航管楼、航站楼、停车场、货运仓库区等。
- 通航区本期建设内容包括：改造原航站区机坪，200米×395米；新建通航机坪，170米×3130米，并对原有跑道道面盖被；建设灯光系统、道路工程、排水工程等。新建航材房、机务外场运行值班室及特殊车库、各类机库、在培学员宿舍及食堂等。

项目扩建完成后民航部分属国内支线机场，分类属中、小型机场，飞行区指标为4C级。近期机场民航年旅客吞吐量将达到80万人次，年货邮吞吐量21500吨，年客货运输飞机起降架次9503架次。